# مدرسه ابوالقاسم
مدرسه ابولقاسم مدرسه‌ای اسلامی و تاریخی واقع در تاشکند ازبکستان است. این بنا از یک مدرسه، یک مسجد و یک خانقاه تشکیل شده‌است. این ساختمان محل امضای پیمان صلح در سال ۱۸۶۵ پس از تصرف تاشکند توسط روسیه بود.